# Castelcavallino
Castelcavallino è una frazione del comune di Urbino, nella provincia di Pesaro e Urbino, nelle Marche.

## Geografia fisica
Era busso ricciuto o biancospino,
da cui dorata trasparìa la sera?
C’è un campanile tra una selva nera,
che canta, bianco, l’inno mattutino?
Non so: ché quando a te s’appressa il vano
desìo, per entro il cielo fuggitivo
te vedo incerta visïon fluire.
So ch’or sembri il paese allor lontano
lontano, che dal tuo fiorito clivo
io rimirai nel limpido avvenire.»
(Giovanni Pascoli, Cavallino, Myricae, 1891)
La frazione è situata a nord-ovest di Urbino, a circa metà strada tra Gadana e Schieti. Si trova sulla cima di un colle da cui si vede la sottostante vallata del Foglia e tutte le colline circostanti. Il nucleo centrale dell'abitato è costituito da un antico castello, eretto in quel luogo per la felice posizione strategica.

## Monumenti e luoghi d'interesse
Chiesa parrocchiale di San Cassiano
Si tratta di un'antica pieve romanica a poca distanza dalla frazione. La chiesa è a pianta basilicale a tre navate, divise da due file di colonne cilindriche, in pietra tufacea, alternate a dei pilastri; presenta delle tracce di affreschi, in particolare nella zona absidale. La torre campanaria ha una struttura molto massiccia, perché fu eretta per scopi militari come fortificazione e punto per la vedetta, grazie alla favorevole posizione geografica, da cui si poteva vedere la sottostante valle del Foglia e la via che saliva verso Urbino. In epoca romana si è ipotizzato che vi esistesse un tempio dedicato alla Dea Pallade, perché in passato fu rinvenuto un basamento di una statua la cui iscrizione si riferiva a tale Dea. Le prime notizie che si hanno in merito a questa pieve risalgono al 1290. Il territorio che amministrava era molto vasto, in quanto si estendeva fino alla valle del Foglia, inglobando anche dei territori che attualmente sono sotto il comune di Montecalvo. Fu parroco di questa pieve, nella seconda metà del XV secolo, il pittore e frate domenicano Fra Carnevale. Qui Giovanni Pascoli scrisse la poesia l'Aquilone. È stata restaurata nel 1983 e attualmente la pieve è visitabile mentre la struttura, annessa alla canonica, è stata trasformata in una casa-vacanze per ritiri religiosi.
Oratorio della Beata Vergine del Rosario
Si trova all'interno del castello.
Chiesa di San Michele Arcangelo in Montecalende
È situata, assieme al piccolo centro abitato, ad 1 km a nord dalla frazione, ai piedi del colle su cui sorge il castello. Risale al XIII secolo e già all'epoca dipendeva dalla Pieve di San Cassiano. Fu sede di una parrocchia, poi aggregata a quest'ultima Pieve.

## Istruzione
Una scuola dell'infanzia, facente parte dell'Istituto Comprensivo Statale "P. Volponi - G. Pascoli".

## Infrastrutture e trasporti
Dista 7 km circa dal capoluogo comunale, a cui è collegata dalla Strada Provinciale 9, che la collega anche alla sottostante valle del Foglia.